# Polysphaeria dischistocalyx
Polysphaeria dischistocalyx är en måreväxtart som beskrevs av John Patrick Micklethwait Brenan. Polysphaeria dischistocalyx ingår i släktet Polysphaeria och familjen måreväxter. Inga underarter finns listade i Catalogue of Life.